# Metioche pallipes
Metioche pallipes är en insektsart som först beskrevs av Carl Stål 1861.  Metioche pallipes ingår i släktet Metioche och familjen syrsor. Inga underarter finns listade i Catalogue of Life.